# Сарматський ярус
Сарматський ярус (рос. сарматский ярус, англ. Sarmatian, нім. Sarmat) — нижній геологічний ярус верхнього міоцену неогенової системи. Від слова Сарматія — давня назва території Північного Причорномор'я.
В Україні відклади Сарматського ярусу потужністю до 800 м (вапняки, піски, пісковики, мергелі) поширені в Причорноморській западині, Передкарпатському прогині і Закарпатському прогині. З цими відкладами пов'язані поклади нафти і газу.
На півдні Західної Європи відкладам Сарматського ярусу відповідають шари Мессінського ярусу.